# N.H. Volkersen
Niels Henrik Volkersen (født 2. marts 1820 i Magleby ved Skælskør, død 31. august 1893 i København) var en dansk mimiker, især kendt som Pjerrotfremstiller.
18 år gammel tog Volkersen engagement som atlet ved Gautiers beriderselskab der bl.a. optrådte på Vesterbros Ny Teater ved Bernstorffsgade. Her viste han sig 1840 for første gang at som Pjerrot i operaen Maskeballet som et tysk selskab opførte. Artisten Philippo Pettoletti, der i mange år forud havde virket som sammen figurens fremstiller i Danmark Giuseppe Casorti, vejledede ham. 1842 engagerede Brødrene Price Volkersen til Morskabstheatret på Vesterbro, hvor han under Adolph Prices instruktion yderligere uddybede sin Pjerrotfremstilling.
Fra Tivolis åbningssæson 1843 var Volkersen i 50 år, bortset fra en kort periode 1851-1854, en drivende kraft i pantomimerne på Pantomimeteatret og optrådte med til ganske kort før sin død. Volkersen skabte den endelige udformning af Tivolis danske Pjerrot, godmodig og med et stænk af snuhed. Han optrådte første gang på den første sæsonenafslutningsdag 11. oktober 1843 som Pjerrot i Den mekaniske Statue.
Sammen med Harald Hesse (1817-1897) (Harlekin) og Peter Busholm (1815-1886) (Kassander) skabte han en dansk udgave af den italienske pantomimetradition.
Pantomimerne blev en stor publikum sucses, så Brødrene Price fik nedlagt forbud mod Volkersens forestillinger i henhold til deres tidligere privilegium. Tivoli søgte at slippe uden om forbuddet og 1845 fik Volkersen bevilling til vintertid at give "mimiske og atletiske Forestillinger" i provinserne, som om sommeren overførtes til Dyrehavsbakken. Først 1847 lykkedes det at få hans bevilling til også at gælde hovedstaden og dermed i Tivoli. Efter at det nuværende Pantomimeteater blev bygget i 1874 var han dets leder fram til sin død, Peter Busholm blev hans efterfølger. 
Volkersen er forfatter til Pantomimestykkerne: Pjerrot vanvittig af kærlighed, Pjerrots fataliteter sammen med Peter Busholm og Bjælke-Olsen sammen med Peter Rosenkrantz Olsen. 
Han er begravet på Frederiksberg Ældre Kirkegård.

## Gengivelser
- Xylografi af C.L. Sandberg
- Xylografi 1873 og 1881 efter foto
- Relief af Aksel Hansen 1882 (Teatermuseet i Hofteatret)
- Xylografi 1893 efter foto
- Xylografi 1896, efter dette litografi af Juul Møller
- Fotografier, bl.a. af Albert Schou (Det Kongelige Bibliotek)
- Monument 1896 med buste (Volkersen som Pjerrot) og relief af Aksel Hansen (Tivoli, busten også Teatermuseet)
- Statuette som Pjerrot af Elna Borch